# Laurine Betz
Laurine Betz (* 1986 in Villingen-Schwenningen) ist eine deutsche Schauspielerin und Synchronsprecherin.

## Leben
Laurine Betz wuchs nahe Hannover auf. Nach ihrem Abitur arbeitete sie zunächst als freiwillige Helferin in einem Tierheim in Südspanien in Alfaz del Pi. 2006 zog sie nach Berlin und begann ihre schauspielerische Laufbahn am Schillertheater Berlin als Tochter Debbie im Musical Vom Geist der Weihnacht. Von 2007 bis 2010 absolvierte sie ihr Schauspielstudium am Europäischen Theaterinstitut Berlin.
Es folgten Engagements als Helena im Sommernachtstraum (Publikumspreis 2010 im Teatro San Marco in Trient), als Beatrice im Diener zweier Herren am Hexenkessel Hoftheater Berlin, am Berliner Kriminal Theater als Mädchen – vielleicht die Rose in Der Name der Rose, am Jugendtourneetheater Radiks als Lea in dem Zweipersonenstück Fake oder war doch nur Spaß, am Theaterforum Kreuzberg und Weber – Herzog Musiktheater Berlin, am Kinder- und Jugendtheater Theater auf Tour Darmstadt im Festengagement, wo sie u. a. unzählige Male als Pippi Langstrumpf und Ernie aus der Sesamstraße deutschlandweit zu sehen war.
Bis heute ist sie Schauspielerin bei dem Theater Klassik am Meer. Bislang war sie in den Hauptrollen der Bernsteinhexe – Maria Schweidler, Emilia Galotti und Julia aus Shakespeares Klassiker Romeo und Julia zu sehen.
Neben ihrer Tätigkeit am Theater verleiht Betz seit 2009 Schauspielerinnen und auch Schauspielern als Synchronschauspielerin ihre Stimme. Seit 2017 ist sie die deutsche Stimme der Schauspielerin Tristin Mays in der Rolle der Riley Davis in der US-amerikanischen Actionserie MacGyver.

## Sprechrollen (Auswahl)

### Filme
- 2010: Ellen Kennedy (als Syrenka) in Barbie und das Geheimnis von Oceana
- 2011: Maya Mankotia (als Pammo) in Jahreszeiten der Liebe – Mausam
- 2012: Christine Lakin (als Rebecca) in Life’s a Beach
- 2012: Ai Kayano (als Anna Clement) in Code Geass: Akito the Exiled – The Wyvern Has Landed
- 2013: als Schaf in Der Weihnachtskuchen
- 2013: Ai Kayano (als Anna Clement) in Code Geass: Akito the Exiled – The Torn-Up Wyvern
- 2014: Gabourey Sidibe (als Beth) in Wie ein weißer Vogel im Schneesturm
- 2014: Yuka Nakayama (als Maria) in Lupin the Third – Der Meisterdieb
- 2014: Victoria Broom (als Miriam) in The ABCs of Death 2
- 2015: Lou de Laâge (als Lou) in Zug um Zug
- 2015: als Pilotin in Star Wars: Das Erwachen der Macht
- 2015: Úrsula Corberó (als Nadia) in Ab nach Deutschland
- 2016: Ekaterina Afrikantova (als Leah) in Völlig von der Wolle – Ein määährchenhaftes Kuddelmuddel
- 2016: Emma Graves (als Max) in Still
- 2016: Suki Waterhouse (als Suki Waterhouse) in Absolutely Fabulous: Der Film
- 2016: Vasundhara Das (als Leela Sharma) in Filmstar
- 2017: Seika Furuhata (als Yoriko Kosaka) in Tokyo Ghoul
- 2017: Lily Travers (als Lady Pamela Hicks) in Der Stern von Indien
- 2017: Ari Graynor (als Lisa) in The Disaster Artist
- 2018: Nabiyah Be (als Tilda) in Black Panther
- 2019: Kelly Macdonald (als Merida) in Chaos im Netz

### Fernsehserien (Auswahl)
- 2010: Nicole Castillo (als Bella) in Victorious (St. 1)
- 2010: Tanya Bettencourt (als Katie) in Victorious (St. 1)
- 2011: Ashley Dulaney (als Britt) in Workaholics (St. 6)
- 2011: Stephanie Lemelin (als Wendy) in Being Human (St. 4)
- 2012: Mie Sonozaki (als Brook Walker) in Yu-Gi-Oh! Zexal
- 2012: Aki Toyosaki (als Chiyuri Kurashima) in Accel World
- 2013: Ra Chapman (als Kim Chang) in Wentworth
- 2013: Madeline Brewer (als Miranda Cates) in Hemlock Grove
- 2014: Roslyn Ruff (als Marguerite Sanchez) in Madam Secretary
- 2014: Samantha Pauly (als May) in Chicago P.D. Ep. 1
- 2015: Camille Rutherford (als Odile) in Versailles Ep. 5, 6, 8-10 (St. 2)
- 2015: Nadine Nicole Heimann (als Kate) in CSI: Cyber
- 2015: Jeri Marshall (als Jeri) in Chicago Med Ep. 1
- 2016: Jules de Jongh (als Jimmy) in Ritter hoch 3 (St. 1)
- 2016: Saki Fujita (als Seiko Kimura) in Danganronpa 3: The End of Hope’s Peak Academy
- 2017: Maggie Civantos (als Ángeles Vidal) in Die Telefonistinnen (St. 1, 2)
- 2017: Sara Hjort Ditlevsen (als Molly Madsen) in Rita (St. 4)
- 2019: Gina Rodriguez (als Carmen Sandiego) in Carmen Sandiego (St. 1, 2, 3, 4)
- seit 2019: Ao Takahashi (als Ryouko Kusakabe) in Date A Live
- 2020: Marina Inoue (als Yozora Mikazuki) in Haganai (St.1)
- 2022–2024: Danielle Zalopany (als Hina) in Navy CIS: Hawaiʻi
- 2025: Navy CIS als Lucy